# Guerras ilíricas

Tribus Ilirias antes de la conquista romana

Las guerras ilíricas o ilirias son los enfrentamientos armados entre los años 229-219 a. C. a Roma y a las tribus de Iliria asentadas sobre el Valle del Neretva. Al término de la invasión romana de las posesiones ilirias, la República logró acabar con la piratería de estos territorios, que ponía en peligro el comercio itálico a través del mar Adriático. El conflicto comprendió dos campañas; la primera contra la Reina Teuta y la segunda contra Demetrio de Faros. La campaña inicial, que comenzó en el año 229 a. C., supuso la primera vez que la armada romana cruzaba el mar Adriático a fin de enfrentarse a un enemigo.

## Primera guerra ilírica
Se conoce como primera guerra ilírica al conflicto que enfrentó a la República romana y a las tribus de Iliria entre los años 229 a. C. y 228 a. C. Esta guerra estalló debido a la creciente preocupación de Roma, tras el término de la primera guerra púnica, por las rutas de comercio a través del mar Adriático, que estaban siendo amenazadas por una unión de las tribus ilíricas dirigidas por la Reina Teuta. La muerte de los embajadores enviados para negociar con los ilirios por orden de Teuta, y el ataque de los piratas ilirios a los barcos mercantes de los italianos que estaban bajo protección romana obligó al Senado romano a reclutar un ejército y a enviar a los cónsules del año Lucio Postumio Albino y Cneo Fulvio Centumalo a dar una lección a los ilirios. Este ejército expulsó a los ilirios de las ciudades griegas de Epidamno, Corfú, Faros entre otras y las estableció como un protectorado romano.

Situación en el Mediterráneo occidental al terminar la contienda.

Además de la conquista de estos territorios, los romanos establecieron a Demetrio de Faros en el trono de Iliria a fin de contrarrestar el poder de Teuta.
A pesar de que Demetrio de Faros alcanzó el poder en Iliria gracias al apoyo de los romanos, el nido de conflictos en los que se vio envuelta Roma en los años siguientes, hizo que las ambiciones expansionistas de Demetrio se vieran fuertemente esperanzadas. Tras solo nueve años de paz, Demetrio abrió las hostilidades con Roma, lo que desembocó en lo que se conoce como Segunda Guerra Ilírica, en la que Demetrio fue derrotado por Lucio Emilio Paulo, padre de Lucio Emilio Paulo Macedónico perdiendo al término de la guerra la totalidad de sus territorios. Demetrio, tras su derrota, se refugió en la corte del rey Filipo V de Macedonia desde la que intrigó para forzar al monarca a declarar la primera guerra macedónica a Roma, con la esperanza de recuperar sus territorios perdidos.

## Segunda guerra ilírica
Se conoce como segunda guerra ilírica al conflicto que tuvo lugar entre la República romana e Iliria (220 a. C.-219 a. C.). En el 219 a. C. la República de Roma estaba en guerra con los celtas de la Galia Cisalpina, y la segunda guerra púnica contra Cartago estaba comenzando. Demetrio de Faros, que había accedido al poder tras la primera guerra ilírica, aprovechó todas estas distracciones para construir una nueva flota ilírica sin ser advertido. Liderando una flota de 90 barcos, Demetrio de Faros salió hacia el sur de Lissus, violando el tratado con Roma e iniciando la guerra.
La flota de Demetrio atacó Pilos donde capturó tras varios intentos unos 50 barcos. De Pilos, la flota de Demetrio se dirigió a las Cícladas, eliminando la resistencia que encontró en el camino. Tras estas victorias iniciales Demetrio envío parte de su flota a través del Adriático. Los romanos aprovecharon el debilitamiento consiguiente de la división de la armada ilírica dividida para atacar con éxito la ciudad de Dimale en Iliria.  Esta ciudad fue conquistada por una flota romana bajo el mando de Lucio Emilio Paulo. La armada partió de Dimale hacia las inmediaciones de Faros. Las fuerzas romanas rodearon a los ilirios y Demetrio huyó a Macedonia, donde se incorporó a la corte del rey Filipo V de Macedonia. Demetrio se convirtió en unos de los consejeros más cercanos del monarca oriental. La primera guerra macedónica, tuvo como gran aliciente la influencia de Demetrio en el monarca macedonio. Demetrio permaneció junto a Filipo hasta su muerte en el 214 a. C.

## Consecuencias del conflicto
Iliria fue definitivamente conquistada por Roma en el año 168 a. C. y se incorporó el territorio a la República con el nombre de provincia de Iliria.